# Recomba

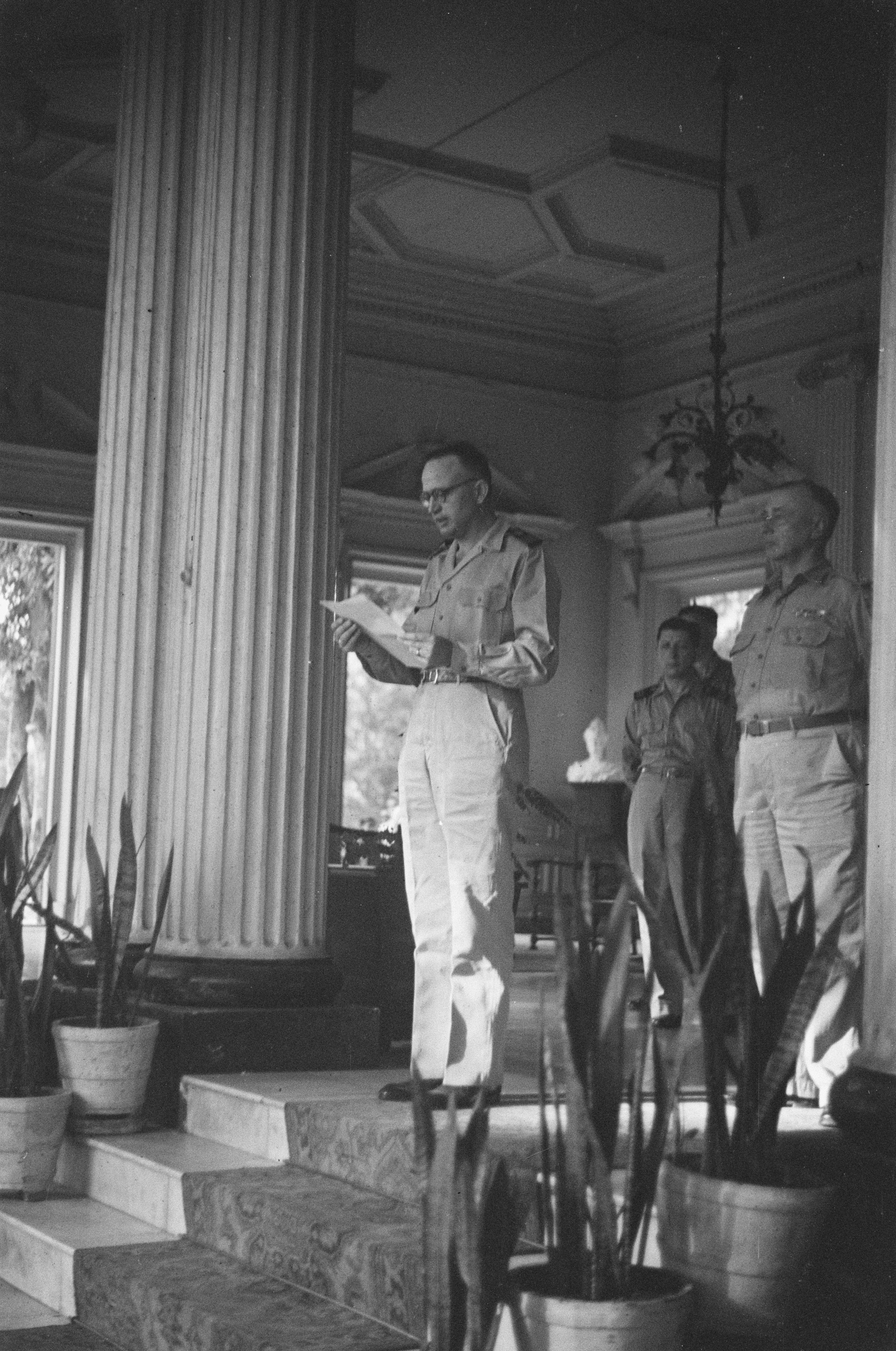
"De Recomba voor Noord-Sumatra, Dr. J.J. v.d. Velde, beantwoordt namens de Ned. Ind. Regeering het verzoekschrift van de autochtone bevolking van Oost-Sumatra, waarin voor dit gewest onafhankelijkheid in het kader van de overeenkomst van Linggadjati wordt gevraagd. Duizenden Sumatranen waren samengestroomd om te getuigen van hun vaste wil tot opbouw van den Vereenigde Staten van Indonesie in samenwerking met Nederland." (origineel bijschrift Dienst voor Legercontacten Indonesië), Medan, 3 augustus 1947

Recomba of RECOMBA is een afkorting van Regeringscommissaris voor Bestuursaangelegenheden, een hoge ambtelijke functie in Nederlands-Indië, ingesteld in 1947 tijdens de laatste jaren van het Nederlandse koloniale bewind. Tijdens de Eerste Politionele Actie (Operatie Product) van juli/augustus 1947 werden grote gebieden op Java en Sumatra heroverd op de Republik Indonesia. Op 19 juli 1947 werd een voorlopige bestuursorganisatie opgericht met de nieuwe functie van Recomba voor orde en wederopbouw in deze gebieden.

## Taken
De Recomba's hielden zich onder meer bezig met orde en veiligheid en de aanstelling van regenten maar ook met de voorbereiding van de Verenigde Staten van Indonesië, hun deelstaten (negara 's) en de autonome ressorten (ambtsgebieden, daerahs). Zij kregen de bevoegdheden van gouverneurs en "militair gezag" in het deel van de vooroorlogse provincies dat door de Nederlandse troepen bezet was. Ze werden bijgestaan door Nederlandse en Indonesische bestuursambtenaren en technische vertegenwoordigers van de Dienst van Volksgezondheid en van de Departementen van Justitie, Economische Zaken, Verkeer en Waterstaat, Sociale Zaken en Onderwijs. De Hoofden van de Tijdelijke Bestuursdienst (Hoofden TB) waren aan de Recomba's ondergeschikt. In politionele acties moesten de Recomba's nauw samenwerken met de legerleiding, die in contact met de bevolking de politieke leiding van de recomba's diende te volgen.
De taak van de RECOMBA eindigde als het bestuur aan een nieuw gevormde en erkende negara was overgedragen. Bijvoorbeeld in de negara Pasundan (Sundanese republiek van Bandung en omgeving) op West-Java werd de Recomba per 3 november 1948 vervangen door een Commissaris van de Kroon.

## Gebieden
Er waren vijf Recomba's:
- Midden-Java (Daerah Djawa Tengah): assistent-resident E. M. Stok, dr. P.H. Angenent
- Oost-Java (Negara Djawa Timur): Charles Olke van der Plas (1891-1977)[5]
- West-Java (Negara Pasundan, Batavia): Abdoelkadir Widjojoatmodjo, vanaf november 1947 Raden A.A. Hilman Djajadiningrat
- Noord-Sumatra: Dr. J.J. van der Velde, Resident Mr. J. Gerritsen
- Zuid-Sumatra (Negara Sumatera Selatan): resident H.J. Wijnmalen

## Galerij

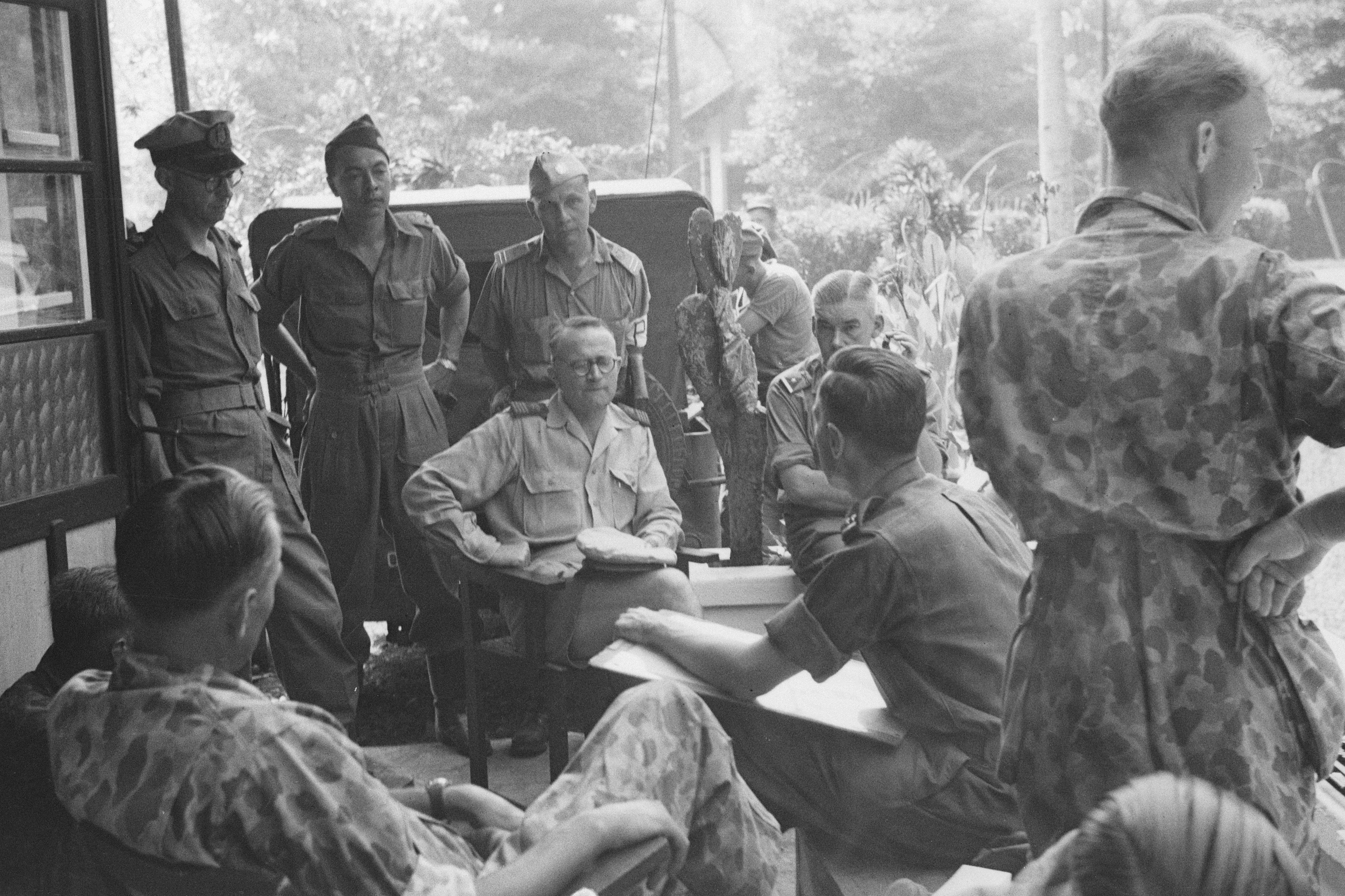
Recomba voor Noord-Sumatra dr. J.J. van der Velde in gesprek met Nederlandse officieren. Bezetting van Arnhemia, sector Padang, Sumatra, Eerste Politionele Actie, 21 juli 1947
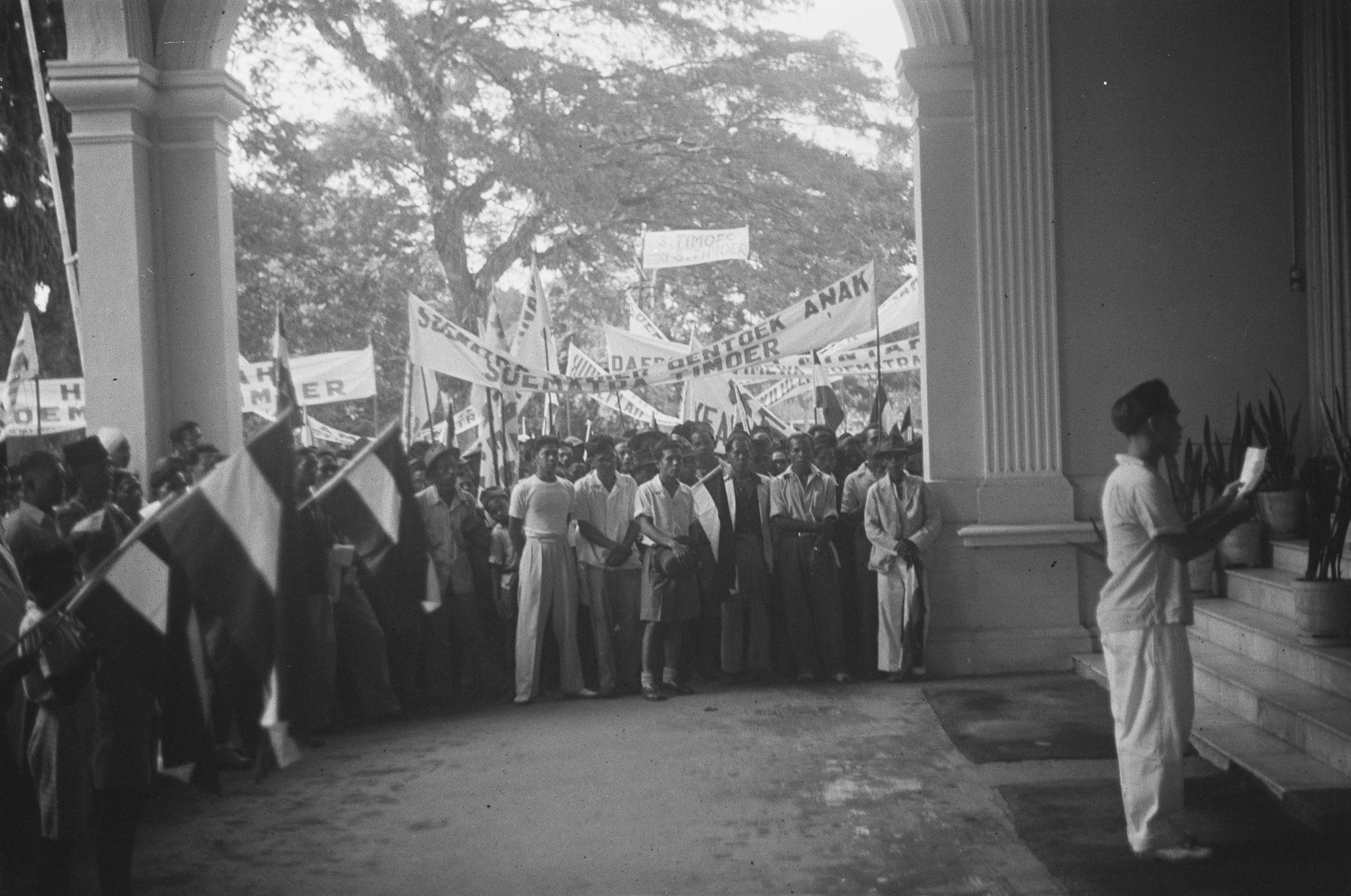
Jomat Purba biedt Recomba Dr. J.J. van der Velde een verzoekschrift aan voor de onafhankelijkheid van het gewest volgens de overeenkomst van Linggadjati. Demonstratie met duizenden Sumatranen, Medan, 3 augustus 1947
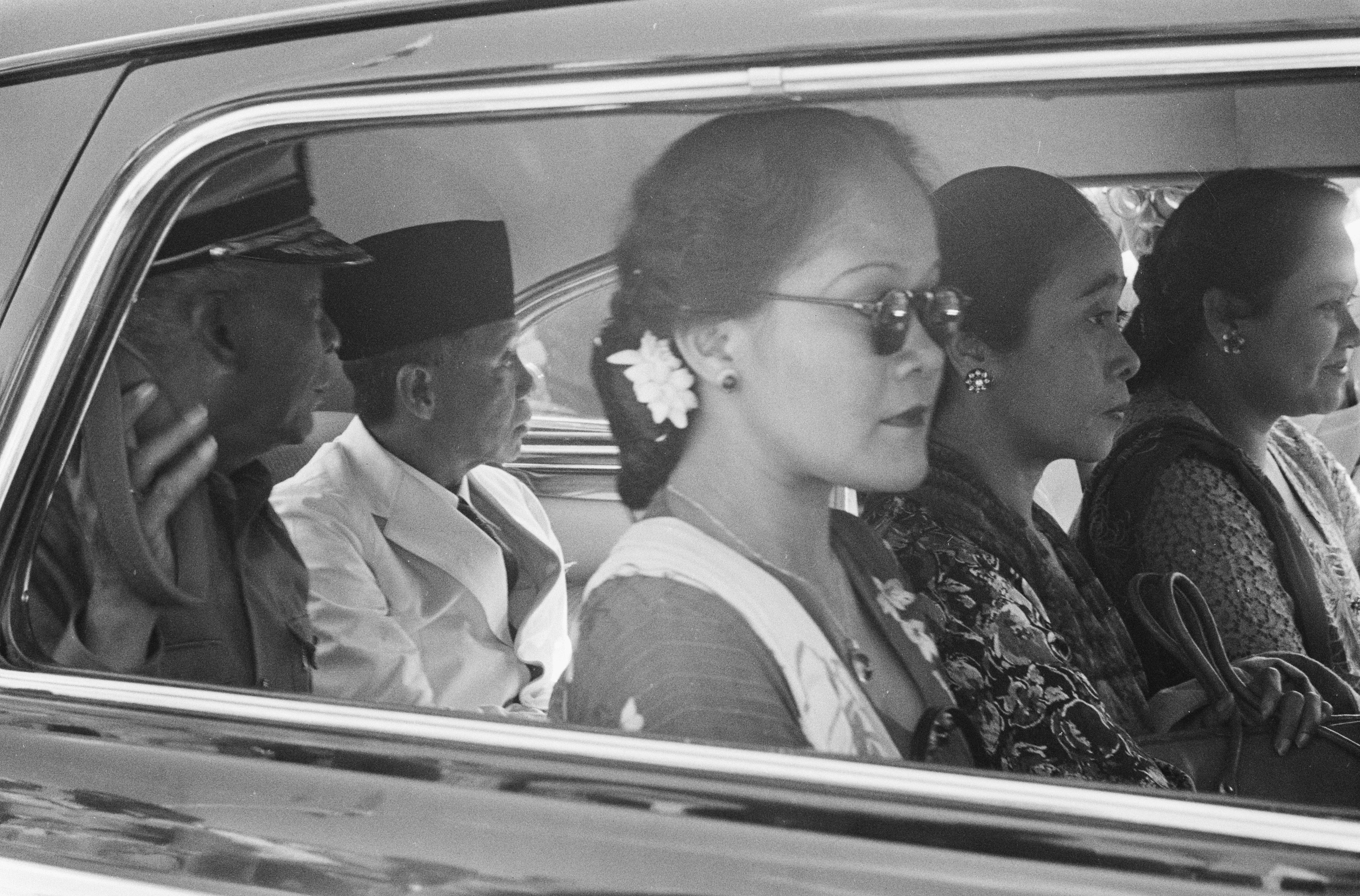
Aankomst van de Recomba voor West-Java Raden Hilman Djajadiningrat in een auto, 19 april 1948, Garut
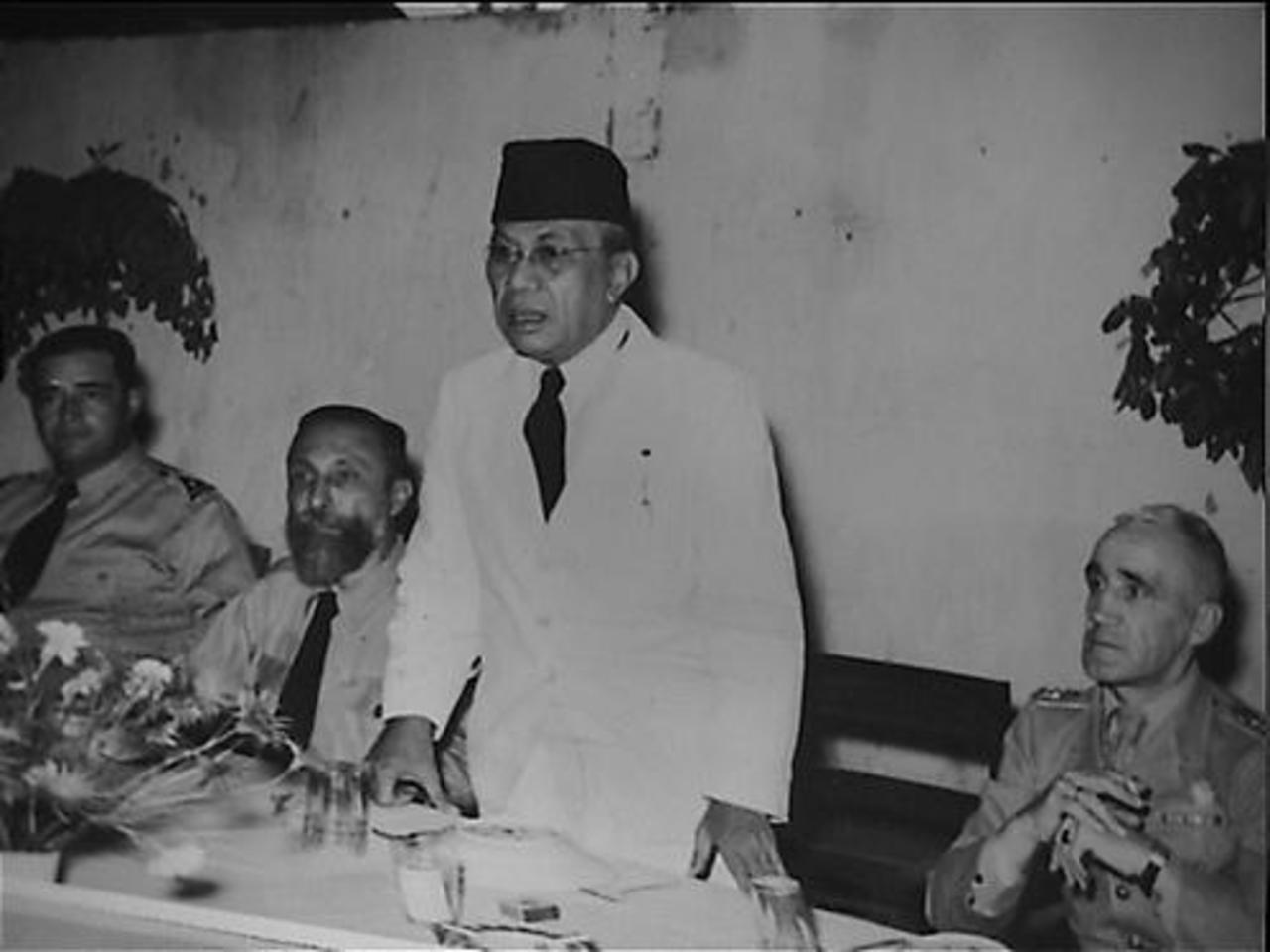
De Wali Negara (staatshoofd) R.A.A. Tjakraningrat van Madura bij de installatie van het 1e Infanterie Veiligheids Bataljon. Links van de spreker met baard de Recomba van Oost-Java, Ch.O. van der Plas, 15 juni 194?, Bangkalan
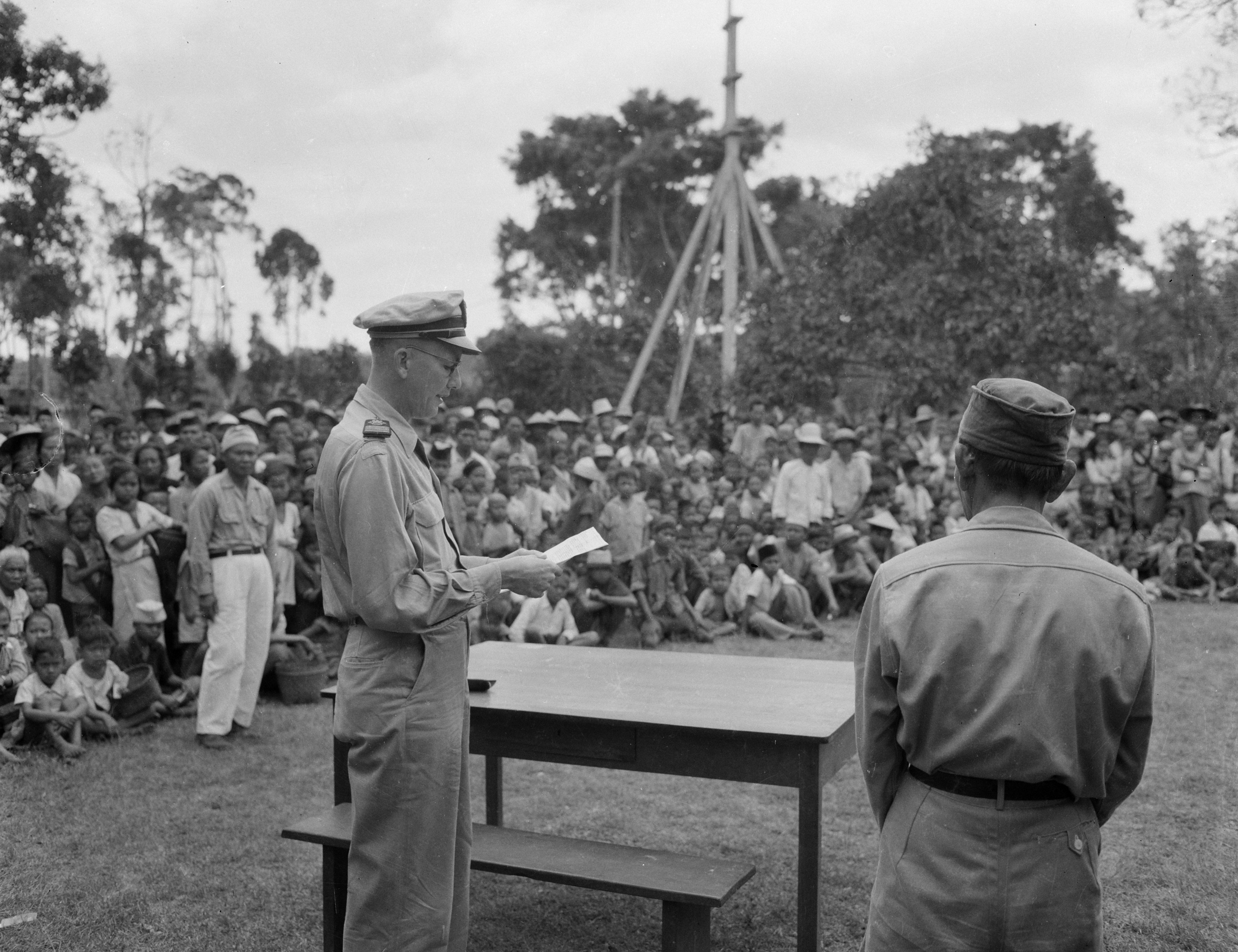
De vertegenwoordiger van de Recomba voor Midden-Java in Banjoemas, assistent-resident Elbert Marinus Stok, spreekt de bevolking toe in Salatiga op Koninginnedag 31 augustus 1947. De bevolking kreeg een slamatan (feestelijke rituele rijstmaaltijd) aangeboden.
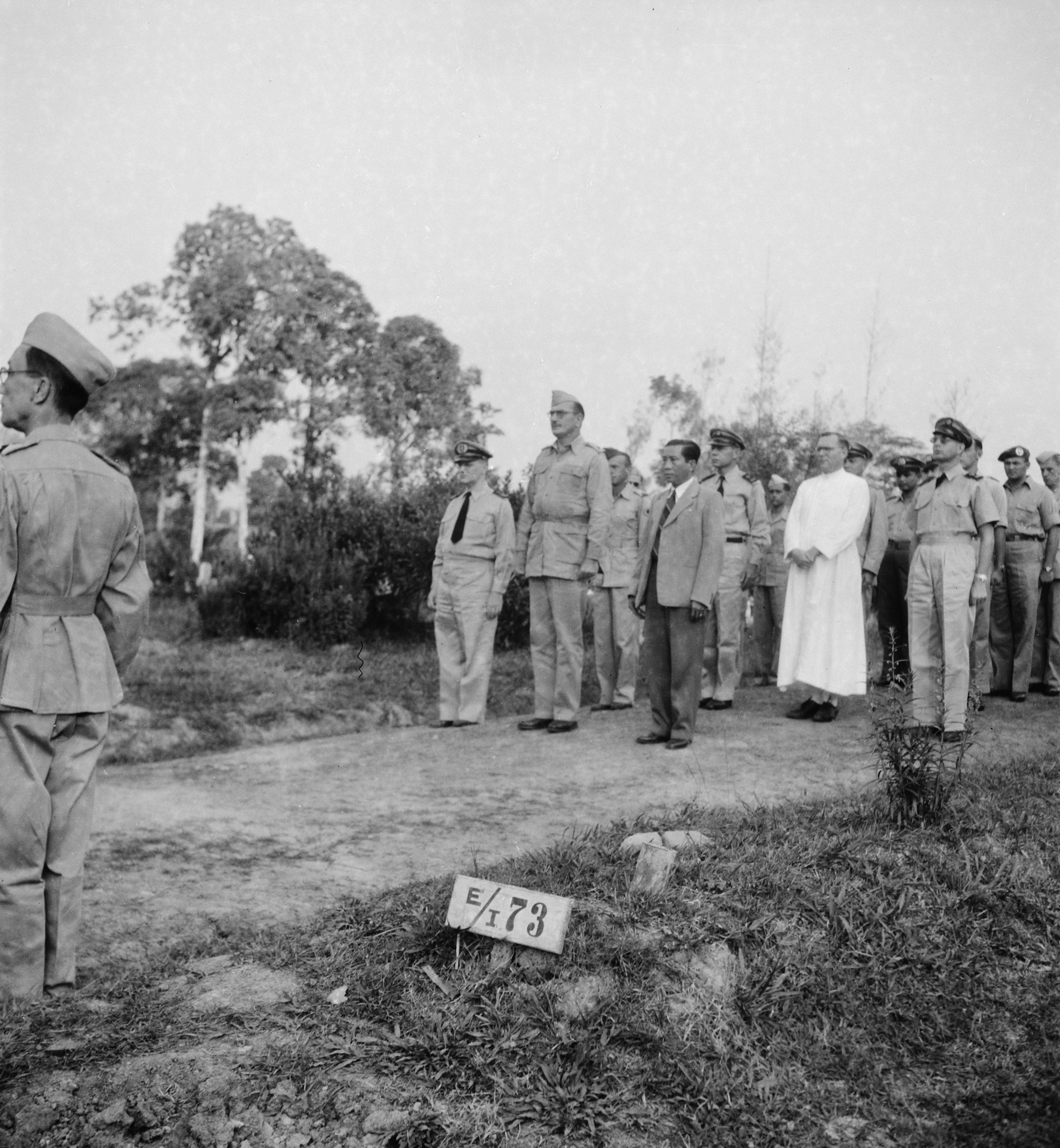
Recomba voor Zuid-Sumatra H.J. Wijnmalen (midden met militaire pet) bij een kranslegging, Palembang, Victory day 15 augustus 1948 (herdenking van de overgave van Japan op 15 augustus 1945). Kolonel F. Mollinger midden vooraan, met rechts van hem Abdul Malik, staatshoofd van Zuid-Sumatra
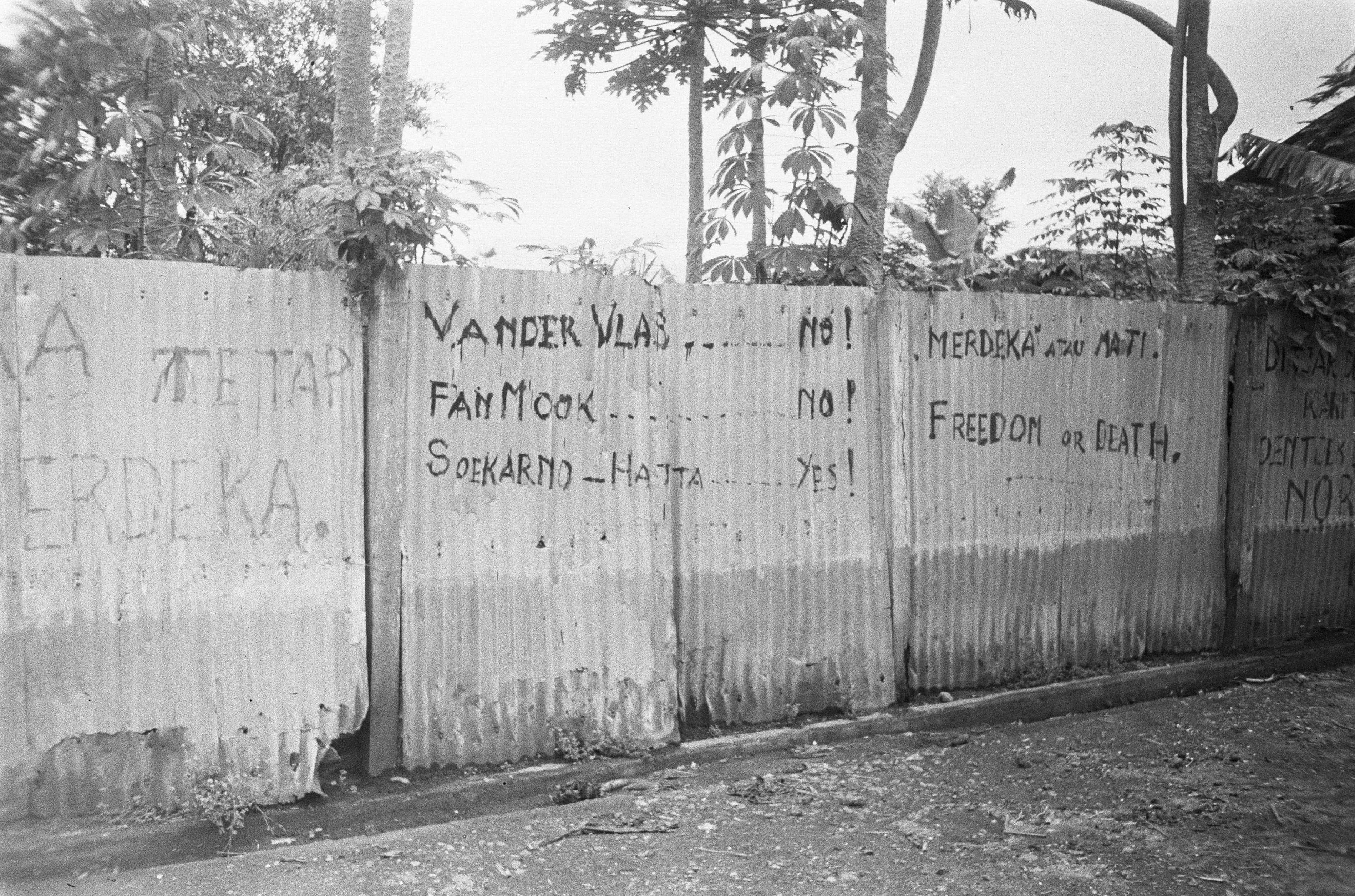
"Van der Vlas NO!", "Tetap Merdeka" (Blijf vrij). Graffiti als protest tegen Recomba Van der Plas, Indonesië, januari 1949